# 高知インター南バスターミナル

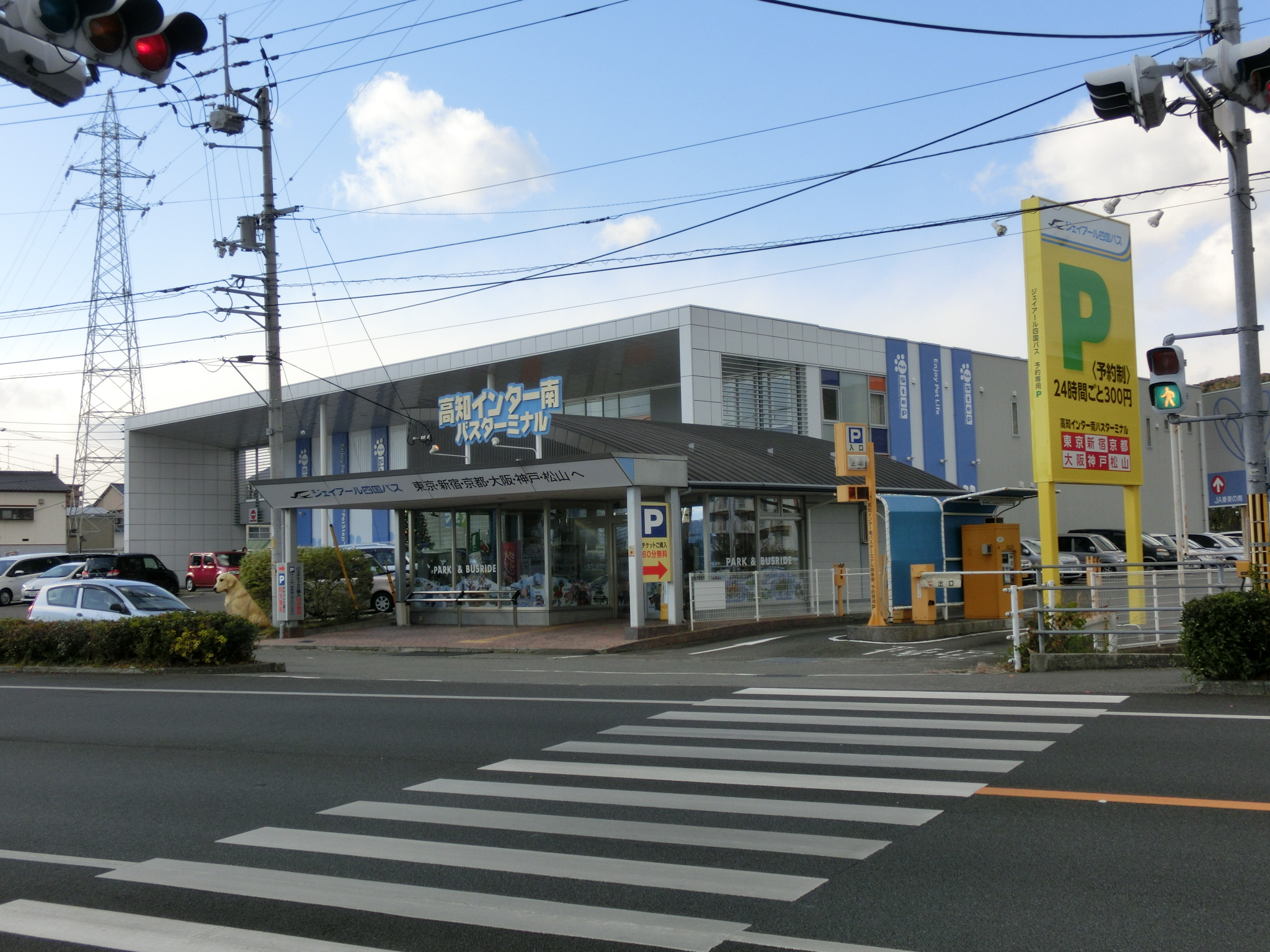

高知インター南バスターミナル（こうちインターみなみバスターミナル）とは、高知県高知市薊野南町の四国旅客鉄道薊野駅の南にあったバスターミナルを含む建物。
ジェイアール四国バスの乗り場であるが、他の民営バス会社との共同運行路線など、停車しない路線もあった。
閉鎖当時には70台収容可能な駐車場が併設されており、パーク&ライドに利用されていた。

## 歴史
- 2006年（平成18年）3月24日 - 開業。
- 2014年（平成26年）11月1日 - 高速バス利用者の駐車場無料措置を廃止。
- 2020年（令和2年）4月1日 - JR四国バス高知インター南バスプラザ窓口を廃止。その後建物は取り壊しとなる。
- 2021年（令和3年）3月1日 - 廃止。

## 構造
- 地上：待合室

## 発着路線
- なんごくエクスプレス（松山方面）
- 高知エクスプレス号・京阪神ドリーム高知号（神戸・大阪・京都方面）
- 北陸ドリーム四国号（福井・金沢・富山方面）

なお、下記の路線はJR四国バスも共同運行に参加しているが、当所での発着はない。
- 龍馬エクスプレス
- 高知徳島エクスプレス
- 黒潮エクスプレス

## 施設周辺
- 薊野駅（徒歩5分）
- とさでん交通 久万川大橋バス停（同位置にある）